# Casa de Anjou
Se conoce como casa de Anjou o dinastía angevina a tres dinastías de origen francés, de las que se originaron distintas casas reales. En todos los casos la casa toma el nombre del condado de Anjou, cuyo título ostentaban los tres fundadores. Distintos miembros de las casas de Anjou llegaron a reinar en Jerusalén, Inglaterra, Sicilia, Nápoles, Hungría y Polonia.

## Primera casa de Anjou
La primera casa de Anjou se originó en el condado de Anjou, en el occidente de Francia. Se considera a Fulco III, el Negro, cuarto conde de Anjou (Andegavensium comes), como el fundador de la dinastía. La casa se dividió en dos ramas: una reinó en Jerusalén y la principal en Inglaterra (Plantagenet).

### Condes de Anjou
- Fulco III (987 - 1040)
- Godofredo II (1040 - 1060)
- Godofredo III (1060 - 1067)
- Fulco IV (1067 - 1109)
  - Godofredo IV, junto a su padre Fulco IV (1098 - 1106)
- Fulco V (1109 - 1129)
  - Rey de Jerusalén como Fulco I
- Godofredo V (1129 - 1151)
- Enrique I (II de Inglaterra) (1154 - 1189)
  - Enrique II, junto a su padre Enrique I (1170 - 1183)
- Ricardo I (I de Inglaterra) (1189 - 1199)
- Arturo I (1199 - 1203)
  - En 1203, el rey Felipe II de Francia se anexionó el condado de Anjou, pasando el título al patrimonio de la Corona francesa.

### Reyes de Jerusalén

Armas del Reino de Jerusalén

En 1129 Fulco V de Anjou se casó con Melisanda, única hija de Balduino II de Jerusalén, dejando el condado de Anjou a su hijo Godofredo. A la muerte de Balduino en 1131 se convirtió en el rey Fulco I.
- Fulco I (1131 - 1143)
  - Junto a su esposa Melisenda
- Balduino III (1143 - 1162)
  - Junto a su madre Melisenda (1143 - 1153)
- Amalarico I (1162 - 1174)
- Balduino IV (1174 - 1185)
- Balduino V (1185 - 1186)
  - No pertenece directamente a la casa de Anjou por ser hijo de Sibila, hermana de Balduino IV, y de Guillermo de Montferrato
- Sibila I (1186 - 1187)
  - Jerusalén es tomada por los ejércitos de Saladino
  - La corona es disputada hasta 1192 por Isabel de Anjou (hermanastra de Balduino IV) y Guido de Lusignan (segundo marido de Sibila)
- Isabel I (1192 - 1205)
  - La corona pasa a la familia Montferrato y, posteriormente, a los Hohenstaufen
  - En 1291, el Reino desaparece tras la toma de Acre

### Reyes de Inglaterra

Armas de Godofredo V de Anjou

Armas de los Plantagenet entre 1199 y 1340

En 1127, Godofredo, hijo de Fulco V de Anjou, se casó con Matilde, única hija del rey Enrique I de Inglaterra. Cuando, en 1129, Felipe V se casó con Melisenda de Jerusalén, dejó el condado a su hijo, Godofredo V.
En 1135, tras la muerte de Enrique I, Esteban de Blois, sobrino del rey, se hizo coronar rey de Inglaterra. Las luchas entre los partidarios de Esteban y los de Matilde llevaron a una guerra civil, conocida como "anarquía inglesa".
En 1151 Enrique II de Inglaterra heredó el condado de Anjou, tras la muerte de su padre Godofredo V. En 1153 Esteban firmó el Tratado de Wallingford, por el que designaba como su sucesor a Enrique, que sería coronado como Enrique II de Inglaterra. La herencia combinada de Enrique, además de los territorios que fue incorporando por matrimonio o conquista formarían lo que se denomina Imperio Angevino.
En Inglaterra, la dinastía Anjou comenzó a ser conocida como dinastía Plantagenet, debido a una característica de la vestimenta de Godofredo V de Anjou. El conde llevaba siempre en el gorro una ramita de retama (o genista), en francés genêt, lo que le valió el apodo de Godofredo "Plantagenet". Desde entonces, la Casa pasó a ser conocida como de los Plantagenet.
- Enrique II (1154 - 1189)
- Ricardo I (1189 - 1199)
- Juan I (1199 - 1216)
- Enrique III (1216 - 1272)
- Eduardo I (1272 - 1307)
- Eduardo II (1307 - 1327)
- Eduardo III (1327 - 1377)
- Ricardo II (1377 - 1399)
  - En 1399 Enrique de Lancaster (nieto de Eduardo III) obliga a su primo el rey Ricardo II a cederle la corona. Comienza así la casa de Lancaster, rama de la Casa de Plantagenet.

En 1455 estalló la guerra de las Dos Rosas que enfrentó a dos ramas de la dinastía Plantagenet, la casa de Lancaster (reinante) y la casa de York. Finalmente, Eduardo de York (tataranieto de Eduardo III) se convirtió en rey. La casa de York ostentó la corona hasta la batalla de Bosworth (1485), en la que el rey Ricardo III es derrotado y muerto por el ejército de Enrique Tudor (descendiente ilegítimo de Eduardo III). Tras la batalla Enrique es coronado rey, acabando así la casa de Plantagenet y naciendo la de Tudor.

## Casa de Anjou-Sicilia o Casa Capeta de Anjou

Armas de Carlos I de Sicilia

En 1203 Felipe II de Francia conquistó los territorios del rey inglés (entonces Juan I) en Francia, entre ellos el condado de Anjou, que pasó al patrimonio de la Corona.
En 1246 Luis IX de Francia concedió los condados de Anjou y Maine a su hermano Carlos, que se convirtió en el fundador de la Segunda Casa de Anjou. Con los nietos de Carlos, la dinastía se dividió en varias ramas: los Anjou-Sicilia (rama principal que reinó en Nápoles), los Anjou-Durazzo, los Anjou de Hungría y los Anjou-Tarento.

### Reyes de Nápoles
En 1265 el papa Clemente IV concedió a Carlos de Anjou el Reino de Sicilia (y Nápoles), cuya corona ostentaban los Hohenstaufen, enemigos del papa por las luchas entre güelfos y gibelinos. El 26 de febrero de 1266, en la batalla de Benevento, el rey Manfredo de Hohenstaufen fue derrotado y muerto. Tras la batalla Carlos fue coronado rey de Sicilia.

Armas de los Anjou-Sicilia a partir de Carlos II

El 30 de marzo de 1282 el pueblo de Palermo se rebeló contra los franceses y masacró a la guarnición de Carlos (vísperas sicilianas). La rebelión se extendió por toda la isla y los franceses fueron expulsados. El pueblo solicitó la ayuda de Pedro III de Aragón, casado con la hija de Manfredo, que fue coronado rey.
Desde entonces, Carlos y sus descendientes solo reinaron sobre Sicilia citerior (Nápoles).
- Carlos I (1282 - 1285)
- Carlos II (1285 - 1309)
- Roberto I (1309 - 1343)
- Juana I (1343 - 1382)
  - Su muerte provoca una guerra de sucesión entre su primo Carlos de Anjou-Durazzo y su hijo adoptivo Luis (perteneciente a la Tercera Casa de Anjou). Tras la muerte de Luis en 1384, Carlos se proclama Rey. Mientras, los descendientes de Luis se convierten en reyes titulares

#### Rama Anjou-Durazzo

Armas de los Anjou-Durazzo a partir de Carlos III de Nápoles

La rama Anjou-Durazzo reinó sobre Nápoles tras la guerra de sucesión. Su fundador fue Juan I de Anjou, duque de Durazzo, hijo de Carlos II de Nápoles. Su nieto Carlos se convirtió en rey de Nápoles tras la muerte de Juana I.
- Carlos III (II de Hungría) (1382 - 1386)
  - Rey efectivo desde 1384
- Ladislao I (1386 - 1414)
- Juana II (1414 - 1435)

Juana II murió sin herederos, acabando con ella la rama Anjou-Durazzo. Nombró heredero a Renato (I) de Anjou, nieto del pretendiente Luis (I) y, por lo tanto, miembro de la Tercera Casa de Anjou.

### Reyes de Hungría (rama Anjou-Hungría)
Tras la muerte sin descendencia de Ladislao IV de Hungría en 1290, dos hombres se disputaron el trono: Andrés (tío segundo del rey) y Carlos Martel de Anjou (hijo de Carlos II de Nápoles y María de Hungría, Reina de Nápoles, hermana de Ladislao IV). Andrés se convirtió finalmente en rey, pero su muerte sin descendencia provocó que la corona recayese en Carlos Roberto, hijo de Carlos Martel de Anjou.

Armas de Carlos I Roberto de Hungría

- Carlos Martel (pretendiente) (rey titular) Reclamó el trono húngaro al ser heredero de la Casa de Árpad por vía materna como hijo de María de Hungría, Reina de Nápoles.
- Carlos I Roberto (1308 - 1342) Hijo de Carlos Martel de Anjou. Consiguió obtener el trono húngaro y desplazó a los poderosos nobles húngaros, poniendo orden en el reino.
- Luis I (I de Polonia) (1342 - 1382) Hijo de Carlos Roberto. Fue uno de los reyes más importantes del Medioevo húngaro. Durante su época el reino estuvo en su "época dorada".
- María I (1382 - 1385) Hija de Luis I y última heredera directa de los Anjou en Hungría.
  - Carlos II de Hungría (Carlos III de Nápoles), perteneciente a la rama Anjou-Durazzo fue llamado pro la nobleza húngara y proclamado rey en 1385, ya que era el único pariente varón a Luis I. Es asesinado en 1386 por los nobles aliados de la reina consorte Isabel Kotromanić (viuda de Luis I).
- María I (1386 - 1395)
  - Ladislao I de Nápoles (anti-rey contra Segismundo de Hungría). Hijo del asesinado Carlos II, reclamó el trono húngaro y fue coronado provisionalmente en Zarad en 1403. Si bien nunca ejerció el poder en Hungría, no renunció al título de rey que conservó hasta su muerte en 1414. Al no ser considerada su coronación legítima, este monarca no es contado oficialmente entre los reyes húngaros.

#### Reyes de Polonia
Tras la muerte sin descendencia de Casimiro III de Polonia en 1370, el trono es heredado por su sobrino Luis I de Hungría (el hijo de su hermana Isabel Łokietek).
- Luis I (I de Hungría) (1370 - 1382). Reino hasta su muerte como rey de Polonia.
- Eduviges I (1382 - 1399). Al no haber dejado herederos varones el rey Luis I, su hija María I de Hungría heredó la corona húngara y su hija Eduviges la polaca, ambas siendo tomadas en matrimonio por influyentes monarcas que eventualmente las desplazaran y fundarán nuevas dinastías (Segismundo de Luxemburgo y Vladislao II Jagellón respectivamente).

### Emperadorestitularesdel Imperio Latino (rama Anjou-Tarento)

Armas de los Anjou-Tarento

En 1313 Felipe de Anjou, príncipe de Tarento e hijo de Carlos II de Nápoles, se casó con Catalina de Valois-Courtenay, emperatriz titular del Imperio Latino.
- Felipe I de Tarento (1313 - 1332)
  - Junto a su esposa Catalina (1308 – 1346)
- Roberto de Tarento (1346 - 1364)
- Felipe II de Tarento (1364 - 1373)
- Jaime de Baux (1373 - 1383). Por ser hijo de Francisco de Baux, no pertenece directamente a la Casa de Anjou, pero fue sobrino de Roberto y Felipe II de Tarento, e hijo de Margarita de Tarento, hermana de ambos.
  - Tras la muerte de Jaime I, el título pasa a Luis de Anjou, pretendiente al trono de Nápoles y miembro de la Tercera Casa de Anjou, aunque ni él ni sus descendientes llegaron a usarlo.

## Tercera Casa de Anjou o Casa de Anjou-Valois

Armas de los Anjou-Valois desde 1382 hasta 1434

El título de conde de Anjou fue la dote de Margarita de Anjou, hija de Carlos II de Nápoles. Así, pasó a su marido Carlos de Valois. Al morir Carlos, el título pasó a su hijo Felipe, que se convertiría en Felipe VI de Francia. El condado volvía así, de nuevo, al patrimonio de la Corona.
En 1356 Juan II de Francia concedió los condados de Anjou y Maine a su hijo Luis, que se convirtió en el fundador de la Tercera Casa de Anjou. En 1360 Anjou fue elevado a Ducado.
Juana I de Nápoles adoptó a Luis para dejarle sus posesiones, pero a la muerte de la reina, Luis tuvo que luchar contra el otro pretendiente, Carlos (perteneciente a la rama Anjou-Durazzo), quien tras la muerte de Luis en 1384 pudo reinar efectivamente. Desde entonces, los descendientes de Luis fueron solo Reyes titulares, excepto el breve reinado de Renato I.

### Reyes titularesde Nápoles
- Luis I (1382 - 1384)
- Luis II (1384 - 1417)
- Luis III (1417 - 1434)
- Renato I (1434 - 1442)
  - Juana II de Nápoles le nombró su heredero. Así, desde 1435 reinó de forma efectiva
- Renato I (1435 - 1442)
  - En 1442, Alfonso V de Aragón conquistó el Reino de Nápoles, quedando nuevamente Renato únicamente como Rey titular
- Renato I (1442 - 1480)
- Carlos IV (1480 - 1481)
  - Muerto sin descendencia, los títulos pasan nuevamente al patrimonio de la Corona francesa.

## Genealogía de la Segunda y Tercera Casa de Anjou
|                    |                    |                    |                    |                                |                                |                                |                                |                                |                                |                       |                       |                     |                     |                          |                          |                          |                          |                          |                          |                    |                    |                    |                    |                      |                      |                      |                      |                      |                      |  |  |                  |                  |                  |                  |                        |                        |                        |                        |                        |                        |                      |                      |                      |                      |                       |                       |                       |                       |                       |                       |                     |                     |                     |                     |                     |                     | Luis VIII de Francia |                     |                    |                    |                       |                       |                       |                       |                       |                       |                       |                       |                    |                    |                        |                      |                      |                      |                      |                      |                       |                       |                       |                       |                       |                       |  |  |  |  |  |  |  |  |  |  |  |  |  |  |  |  |  |  |  |  |
|                    |                    |                    |                    |                                |                                |                                |                                |                                |                                |                       |                       |                     |                     |                          |                          |                          |                          |                          |                          |                    |                    |                    |                    |                      |                      |                      |                      |                      |                      |  |  |                  |                  |                  |                  |                        |                        |                        |                        |                        |                        |                      |                      |                      |                      |                       |                       |                       |                       |                       |                       |                     |                     |                     |                     |                     |                     |                      |                     |                    |                    |                       |                       |                       |                       |                       |                       |                       |                       |                    |                    |                        |                      |                      |                      |                      |                      |                       |                       |                       |                       |                       |                       |  |  |  |  |  |  |  |  |  |  |  |  |  |  |  |  |  |  |  |  |
|                    |                    |                    |                    |                                |                                |                                |                                |                                |                                |                       |                       |                     |                     |                          |                          |                          |                          |                          |                          |                    |                    |                    |                    |                      |                      |                      |                      |                      |                      |  |  |                  |                  |                  |                  |                        |                        |                        |                        |                        |                        |                      |                      |                      |                      |                       |                       |                       |                       |                       |                       |                     |                     |                     |                     |                     |                     |                      |                     |                    |                    |                       |                       |                       |                       |                       |                       |                       |                       |                    |                    |                        |                      |                      |                      |                      |                      |                       |                       |                       |                       |                       |                       |  |  |  |  |  |  |  |  |  |  |  |  |  |  |  |  |  |  |  |  |
|                    |                    |                    |                    |                                |                                |                                |                                |                                |                                |                       |                       |                     |                     |                          |                          |                          |                          |                          |                          |                    |                    |                    |                    |                      |                      |                      |                      |                      |                      |  |  |                  |                  |                  |                  |                        |                        |                        |                        |                        |                        |                      |                      |                      |                      |                       |                       |                       |                       |                       |                       |                     |                     |                     |                     |                     |                     |                      |                     |                    |                    |                       |                       |                       |                       |                       |                       |                       |                       |                    |                    |                        |                      |                      |                      |                      |                      |                       |                       |                       |                       |                       |                       |  |  |  |  |  |  |  |  |  |  |  |  |  |  |  |  |  |  |  |  |
|                    |                    |                    |                    |                                |                                |                                |                                |                                |                                |                       |                       |                     |                     |                          |                          |                          |                          |                          |                          |                    |                    |                    |                    |                      |                      |                      |                      |                      |                      |  |  |                  |                  |                  |                  | Dinastía Anjou-Sicilia | Dinastía Anjou-Sicilia | Dinastía Anjou-Sicilia | Dinastía Anjou-Sicilia | Dinastía Anjou-Sicilia | Dinastía Anjou-Sicilia |                      |                      |                      |                      |                       |                       |                       |                       |                       |                       |                     |                     |                     |                     |                     |                     |                      |                     |                    |                    |                       |                       |                       |                       |                       |                       |                       |                       |                    |                    |                        |                      |                      |                      |                      |                      | Dinastía Capeta       | Dinastía Capeta       | Dinastía Capeta       | Dinastía Capeta       | Dinastía Capeta       | Dinastía Capeta       |  |  |  |  |  |  |  |  |  |  |  |  |  |  |  |  |  |  |  |  |
|                    |                    |                    |                    |                                |                                |                                |                                |                                |                                |                       |                       |                     |                     |                          |                          |                          |                          |                          |                          |                    |                    |                    |                    |                      |                      |                      |                      |                      |                      |  |  |                  |                  |                  |                  | Dinastía Anjou-Sicilia | Dinastía Anjou-Sicilia | Dinastía Anjou-Sicilia | Dinastía Anjou-Sicilia | Dinastía Anjou-Sicilia | Dinastía Anjou-Sicilia |                      |                      |                      |                      |                       |                       |                       |                       |                       |                       |                     |                     |                     |                     |                     |                     |                      |                     |                    |                    |                       |                       |                       |                       |                       |                       |                       |                       |                    |                    |                        |                      |                      |                      |                      |                      | Dinastía Capeta       | Dinastía Capeta       | Dinastía Capeta       | Dinastía Capeta       | Dinastía Capeta       | Dinastía Capeta       |  |  |  |  |  |  |  |  |  |  |  |  |  |  |  |  |  |  |  |  |
|                    |                    |                    |                    |                                |                                |                                |                                |                                |                                |                       |                       |                     |                     |                          |                          |                          |                          |                          |                          |                    |                    |                    |                    |                      |                      |                      |                      |                      |                      |  |  |                  |                  |                  |                  | Carlos de Anjou        | Carlos de Anjou        | Carlos de Anjou        | Carlos de Anjou        | Carlos de Anjou        | Carlos de Anjou        |                      |                      |                      |                      |                       |                       |                       |                       |                       |                       |                     |                     |                     |                     |                     |                     |                      |                     |                    |                    |                       |                       |                       |                       |                       |                       |                       |                       |                    |                    |                        |                      |                      |                      |                      |                      | Luis IX de Francia    | Luis IX de Francia    | Luis IX de Francia    | Luis IX de Francia    | Luis IX de Francia    | Luis IX de Francia    |  |  |  |  |  |  |  |  |  |  |  |  |  |  |  |  |  |  |  |  |
|                    |                    |                    |                    |                                |                                |                                |                                |                                |                                |                       |                       |                     |                     |                          |                          |                          |                          |                          |                          |                    |                    |                    |                    |                      |                      |                      |                      |                      |                      |  |  |                  |                  |                  |                  | Carlos de Anjou        | Carlos de Anjou        | Carlos de Anjou        | Carlos de Anjou        | Carlos de Anjou        | Carlos de Anjou        |                      |                      |                      |                      |                       |                       |                       |                       |                       |                       |                     |                     |                     |                     |                     |                     |                      |                     |                    |                    |                       |                       |                       |                       |                       |                       |                       |                       |                    |                    |                        |                      |                      |                      |                      |                      | Luis IX de Francia    | Luis IX de Francia    | Luis IX de Francia    | Luis IX de Francia    | Luis IX de Francia    | Luis IX de Francia    |  |  |  |  |  |  |  |  |  |  |  |  |  |  |  |  |  |  |  |  |
|                    |                    |                    |                    |                                |                                |                                |                                |                                |                                |                       |                       |                     |                     |                          |                          |                          |                          |                          |                          |                    |                    |                    |                    |                      |                      |                      |                      |                      |                      |  |  |                  |                  |                  |                  | Carlos II de Anjou     | Carlos II de Anjou     | Carlos II de Anjou     | Carlos II de Anjou     | Carlos II de Anjou     | Carlos II de Anjou     |                      |                      |                      |                      |                       |                       |                       |                       |                       |                       |                     |                     |                     |                     |                     |                     |                      |                     |                    |                    |                       |                       |                       |                       |                       |                       |                       |                       |                    |                    |                        |                      |                      |                      |                      |                      | Felipe III de Francia | Felipe III de Francia | Felipe III de Francia | Felipe III de Francia | Felipe III de Francia | Felipe III de Francia |  |  |  |  |  |  |  |  |  |  |  |  |  |  |  |  |  |  |  |  |
|                    |                    |                    |                    |                                |                                |                                |                                |                                |                                |                       |                       |                     |                     |                          |                          |                          |                          |                          |                          |                    |                    |                    |                    |                      |                      |                      |                      |                      |                      |  |  |                  |                  |                  |                  | Carlos II de Anjou     | Carlos II de Anjou     | Carlos II de Anjou     | Carlos II de Anjou     | Carlos II de Anjou     | Carlos II de Anjou     |                      |                      |                      |                      |                       |                       |                       |                       |                       |                       |                     |                     |                     |                     |                     |                     |                      |                     |                    |                    |                       |                       |                       |                       |                       |                       |                       |                       |                    |                    |                        |                      |                      |                      |                      |                      | Felipe III de Francia | Felipe III de Francia | Felipe III de Francia | Felipe III de Francia | Felipe III de Francia | Felipe III de Francia |  |  |  |  |  |  |  |  |  |  |  |  |  |  |  |  |  |  |  |  |
|                    |                    |                    |                    |                                |                                |                                |                                |                                |                                |                       |                       |                     |                     |                          |                          |                          |                          |                          |                          |                    |                    |                    |                    |                      |                      |                      |                      |                      |                      |  |  |                  |                  |                  |                  |                        |                        |                        |                        |                        |                        |                      |                      |                      |                      |                       |                       |                       |                       |                       |                       |                     |                     |                     |                     |                     |                     |                      |                     |                    |                    |                       |                       |                       |                       |                       |                       |                       |                       |                    |                    |                        |                      |                      |                      |                      |                      |                       |                       |                       |                       |                       |                       |  |  |  |  |  |  |  |  |  |  |  |  |  |  |  |  |  |  |  |  |
|                    |                    |                    |                    | Carlos Martel de Anjou-Sicilia | Carlos Martel de Anjou-Sicilia | Carlos Martel de Anjou-Sicilia | Carlos Martel de Anjou-Sicilia | Carlos Martel de Anjou-Sicilia | Carlos Martel de Anjou-Sicilia |                       |                       |                     |                     |                          |                          |                          |                          |                          |                          |                    |                    |                    |                    | Roberto I de Nápoles | Roberto I de Nápoles | Roberto I de Nápoles | Roberto I de Nápoles | Roberto I de Nápoles | Roberto I de Nápoles |  |  |                  |                  |                  |                  |                        |                        |                        |                        |                        |                        | Felipe I de Tarento  | Felipe I de Tarento  | Felipe I de Tarento  | Felipe I de Tarento  | Felipe I de Tarento   | Felipe I de Tarento   |                       |                       |                       |                       |                     |                     |                     |                     |                     |                     | Juan I de Durazzo    | Juan I de Durazzo   | Juan I de Durazzo  | Juan I de Durazzo  | Juan I de Durazzo     | Juan I de Durazzo     |                       |                       | Margarita de Anjou    | Margarita de Anjou    | Margarita de Anjou    | Margarita de Anjou    | Margarita de Anjou | Margarita de Anjou |                        |                      |                      |                      |                      |                      | Carlos de Valois      | Carlos de Valois      | Carlos de Valois      | Carlos de Valois      | Carlos de Valois      | Carlos de Valois      |  |  |  |  |  |  |  |  |  |  |  |  |  |  |  |  |  |  |  |  |
|                    |                    |                    |                    | Carlos Martel de Anjou-Sicilia | Carlos Martel de Anjou-Sicilia | Carlos Martel de Anjou-Sicilia | Carlos Martel de Anjou-Sicilia | Carlos Martel de Anjou-Sicilia | Carlos Martel de Anjou-Sicilia |                       |                       |                     |                     |                          |                          |                          |                          |                          |                          |                    |                    |                    |                    | Roberto I de Nápoles | Roberto I de Nápoles | Roberto I de Nápoles | Roberto I de Nápoles | Roberto I de Nápoles | Roberto I de Nápoles |  |  |                  |                  |                  |                  |                        |                        |                        |                        |                        |                        | Felipe I de Tarento  | Felipe I de Tarento  | Felipe I de Tarento  | Felipe I de Tarento  | Felipe I de Tarento   | Felipe I de Tarento   |                       |                       |                       |                       |                     |                     |                     |                     |                     |                     | Juan I de Durazzo    | Juan I de Durazzo   | Juan I de Durazzo  | Juan I de Durazzo  | Juan I de Durazzo     | Juan I de Durazzo     |                       |                       | Margarita de Anjou    | Margarita de Anjou    | Margarita de Anjou    | Margarita de Anjou    | Margarita de Anjou | Margarita de Anjou |                        |                      |                      |                      |                      |                      | Carlos de Valois      | Carlos de Valois      | Carlos de Valois      | Carlos de Valois      | Carlos de Valois      | Carlos de Valois      |  |  |  |  |  |  |  |  |  |  |  |  |  |  |  |  |  |  |  |  |
|                    |                    |                    |                    |                                |                                |                                |                                |                                |                                |                       |                       |                     |                     |                          |                          |                          |                          |                          |                          |                    |                    |                    |                    |                      |                      |                      |                      |                      |                      |  |  |                  |                  |                  |                  |                        |                        |                        |                        |                        |                        |                      |                      |                      |                      |                       |                       |                       |                       |                       |                       |                     |                     |                     |                     |                     |                     |                      |                     |                    |                    |                       |                       |                       |                       |                       |                       |                       |                       |                    |                    |                        |                      |                      |                      |                      |                      |                       |                       |                       |                       |                       |                       |  |  |  |  |  |  |  |  |  |  |  |  |  |  |  |  |  |  |  |  |
|                    |                    |                    |                    |                                |                                |                                |                                |                                |                                |                       |                       |                     |                     |                          |                          |                          |                          |                          |                          |                    |                    |                    |                    |                      |                      |                      |                      |                      |                      |  |  |                  |                  |                  |                  |                        |                        |                        |                        |                        |                        |                      |                      |                      |                      |                       |                       |                       |                       |                       |                       |                     |                     |                     |                     |                     |                     |                      |                     |                    |                    |                       |                       |                       |                       |                       |                       |                       |                       |                    |                    |                        |                      |                      |                      |                      |                      |                       |                       |                       |                       |                       |                       |  |  |  |  |  |  |  |  |  |  |  |  |  |  |  |  |  |  |  |  |
|                    |                    |                    |                    |                                |                                |                                |                                |                                |                                |                       |                       |                     |                     |                          |                          |                          |                          |                          |                          |                    |                    |                    |                    |                      |                      |                      |                      |                      |                      |  |  |                  |                  |                  |                  |                        |                        |                        |                        |                        |                        |                      |                      |                      |                      |                       |                       |                       |                       |                       |                       |                     |                     |                     |                     |                     |                     |                      |                     |                    |                    |                       |                       |                       |                       |                       |                       |                       |                       |                    |                    | Dinastía Valois        |                      |                      |                      |                      |                      |                       |                       |                       |                       |                       |                       |  |  |  |  |  |  |  |  |  |  |  |  |  |  |  |  |  |  |  |  |
|                    |                    |                    |                    |                                |                                |                                |                                |                                |                                |                       |                       |                     |                     |                          |                          |                          |                          |                          |                          |                    |                    |                    |                    |                      |                      |                      |                      |                      |                      |  |  |                  |                  |                  |                  |                        |                        |                        |                        |                        |                        |                      |                      |                      |                      |                       |                       |                       |                       |                       |                       |                     |                     |                     |                     |                     |                     |                      |                     |                    |                    |                       |                       |                       |                       |                       |                       |                       |                       |                    |                    |                        |                      |                      |                      |                      |                      |                       |                       |                       |                       |                       |                       |  |  |  |  |  |  |  |  |  |  |  |  |  |  |  |  |  |  |  |  |
|                    |                    |                    |                    | Carlos I Roberto de Hungría    | Carlos I Roberto de Hungría    | Carlos I Roberto de Hungría    | Carlos I Roberto de Hungría    | Carlos I Roberto de Hungría    | Carlos I Roberto de Hungría    |                       |                       |                     |                     |                          |                          |                          |                          |                          |                          |                    |                    |                    |                    | Carlos de Calabria   | Carlos de Calabria   | Carlos de Calabria   | Carlos de Calabria   | Carlos de Calabria   | Carlos de Calabria   |  |  |                  |                  |                  |                  | Luis de Tarento        | Luis de Tarento        | Luis de Tarento        | Luis de Tarento        | Luis de Tarento        | Luis de Tarento        | Felipe II de Tarento | Felipe II de Tarento | Felipe II de Tarento | Felipe II de Tarento | Felipe II de Tarento  | Felipe II de Tarento  | Roberto de Tarento    | Roberto de Tarento    | Roberto de Tarento    | Roberto de Tarento    | Roberto de Tarento  | Roberto de Tarento  |                     |                     | Carlos de Durazzo   | Carlos de Durazzo   | Carlos de Durazzo    | Carlos de Durazzo   | Carlos de Durazzo  | Carlos de Durazzo  | Luis de Gravina       | Luis de Gravina       | Luis de Gravina       | Luis de Gravina       | Luis de Gravina       | Luis de Gravina       |                       |                       |                    |                    | Felipe VI de Francia   | Felipe VI de Francia | Felipe VI de Francia | Felipe VI de Francia | Felipe VI de Francia | Felipe VI de Francia |                       |                       |                       |                       |                       |                       |  |  |  |  |  |  |  |  |  |  |  |  |  |  |  |  |  |  |  |  |
|                    |                    |                    |                    | Carlos I Roberto de Hungría    | Carlos I Roberto de Hungría    | Carlos I Roberto de Hungría    | Carlos I Roberto de Hungría    | Carlos I Roberto de Hungría    | Carlos I Roberto de Hungría    |                       |                       |                     |                     |                          |                          |                          |                          |                          |                          |                    |                    |                    |                    | Carlos de Calabria   | Carlos de Calabria   | Carlos de Calabria   | Carlos de Calabria   | Carlos de Calabria   | Carlos de Calabria   |  |  |                  |                  |                  |                  | Luis de Tarento        | Luis de Tarento        | Luis de Tarento        | Luis de Tarento        | Luis de Tarento        | Luis de Tarento        | Felipe II de Tarento | Felipe II de Tarento | Felipe II de Tarento | Felipe II de Tarento | Felipe II de Tarento  | Felipe II de Tarento  | Roberto de Tarento    | Roberto de Tarento    | Roberto de Tarento    | Roberto de Tarento    | Roberto de Tarento  | Roberto de Tarento  |                     |                     | Carlos de Durazzo   | Carlos de Durazzo   | Carlos de Durazzo    | Carlos de Durazzo   | Carlos de Durazzo  | Carlos de Durazzo  | Luis de Gravina       | Luis de Gravina       | Luis de Gravina       | Luis de Gravina       | Luis de Gravina       | Luis de Gravina       |                       |                       |                    |                    | Felipe VI de Francia   | Felipe VI de Francia | Felipe VI de Francia | Felipe VI de Francia | Felipe VI de Francia | Felipe VI de Francia |                       |                       |                       |                       |                       |                       |  |  |  |  |  |  |  |  |  |  |  |  |  |  |  |  |  |  |  |  |
|                    |                    |                    |                    |                                |                                |                                |                                |                                |                                |                       |                       |                     |                     |                          |                          |                          |                          |                          |                          |                    |                    |                    |                    |                      |                      |                      |                      |                      |                      |  |  |                  |                  |                  |                  |                        |                        |                        |                        |                        |                        |                      |                      |                      |                      |                       |                       |                       |                       |                       |                       |                     |                     |                     |                     |                     |                     |                      |                     |                    |                    |                       |                       |                       |                       |                       |                       |                       |                       |                    |                    |                        |                      |                      |                      |                      |                      |                       |                       |                       |                       |                       |                       |  |  |  |  |  |  |  |  |  |  |  |  |  |  |  |  |  |  |  |  |
|                    |                    |                    |                    |                                |                                |                                |                                |                                |                                |                       |                       |                     |                     |                          |                          |                          |                          |                          |                          |                    |                    |                    |                    |                      |                      |                      |                      |                      |                      |  |  |                  |                  |                  |                  |                        |                        |                        |                        |                        |                        |                      |                      |                      |                      |                       |                       |                       |                       |                       |                       |                     |                     |                     |                     |                     |                     |                      |                     |                    |                    |                       |                       |                       |                       |                       |                       |                       |                       |                    |                    |                        |                      |                      |                      |                      |                      |                       |                       |                       |                       |                       |                       |  |  |  |  |  |  |  |  |  |  |  |  |  |  |  |  |  |  |  |  |
|                    |                    | Luis I de Hungría  | Luis I de Hungría  | Luis I de Hungría              | Luis I de Hungría              | Luis I de Hungría              | Luis I de Hungría              | Andrés I de Nápoles            | Andrés I de Nápoles            | Andrés I de Nápoles   | Andrés I de Nápoles   | Andrés I de Nápoles | Andrés I de Nápoles |                          |                          |                          |                          |                          |                          | Juana I de Nápoles | Juana I de Nápoles | Juana I de Nápoles | Juana I de Nápoles | Juana I de Nápoles   | Juana I de Nápoles   |                      |                      |                      |                      |  |  | María de Nápoles | María de Nápoles | María de Nápoles | María de Nápoles | María de Nápoles       | María de Nápoles       |                        |                        |                        |                        |                      |                      |                      |                      |                       |                       |                       |                       |                       |                       |                     |                     |                     |                     |                     |                     |                      |                     |                    |                    | Carlos III de Nápoles | Carlos III de Nápoles | Carlos III de Nápoles | Carlos III de Nápoles | Carlos III de Nápoles | Carlos III de Nápoles |                       |                       |                    |                    | Juan II de Francia     | Juan II de Francia   | Juan II de Francia   | Juan II de Francia   | Juan II de Francia   | Juan II de Francia   |                       |                       |                       |                       |                       |                       |  |  |  |  |  |  |  |  |  |  |  |  |  |  |  |  |  |  |  |  |
|                    |                    | Luis I de Hungría  | Luis I de Hungría  | Luis I de Hungría              | Luis I de Hungría              | Luis I de Hungría              | Luis I de Hungría              | Andrés I de Nápoles            | Andrés I de Nápoles            | Andrés I de Nápoles   | Andrés I de Nápoles   | Andrés I de Nápoles | Andrés I de Nápoles |                          |                          |                          |                          |                          |                          | Juana I de Nápoles | Juana I de Nápoles | Juana I de Nápoles | Juana I de Nápoles | Juana I de Nápoles   | Juana I de Nápoles   |                      |                      |                      |                      |  |  | María de Nápoles | María de Nápoles | María de Nápoles | María de Nápoles | María de Nápoles       | María de Nápoles       |                        |                        |                        |                        |                      |                      |                      |                      |                       |                       |                       |                       |                       |                       |                     |                     |                     |                     |                     |                     |                      |                     |                    |                    | Carlos III de Nápoles | Carlos III de Nápoles | Carlos III de Nápoles | Carlos III de Nápoles | Carlos III de Nápoles | Carlos III de Nápoles |                       |                       |                    |                    | Juan II de Francia     | Juan II de Francia   | Juan II de Francia   | Juan II de Francia   | Juan II de Francia   | Juan II de Francia   |                       |                       |                       |                       |                       |                       |  |  |  |  |  |  |  |  |  |  |  |  |  |  |  |  |  |  |  |  |
|                    |                    |                    |                    |                                |                                |                                |                                |                                |                                |                       |                       |                     |                     |                          |                          |                          |                          |                          |                          |                    |                    |                    |                    |                      |                      |                      |                      |                      |                      |  |  |                  |                  |                  |                  |                        |                        |                        |                        |                        |                        |                      |                      |                      |                      |                       |                       |                       |                       |                       |                       |                     |                     |                     |                     |                     |                     |                      |                     |                    |                    |                       |                       |                       |                       |                       |                       |                       |                       |                    |                    |                        |                      |                      |                      |                      |                      |                       |                       |                       |                       |                       |                       |  |  |  |  |  |  |  |  |  |  |  |  |  |  |  |  |  |  |  |  |
|                    |                    |                    |                    |                                |                                |                                |                                |                                |                                |                       |                       |                     |                     |                          |                          |                          |                          |                          |                          |                    |                    |                    |                    |                      |                      |                      |                      |                      |                      |  |  |                  |                  |                  |                  |                        |                        |                        |                        |                        |                        |                      |                      |                      |                      |                       |                       |                       |                       |                       |                       |                     |                     |                     |                     |                     |                     |                      |                     |                    |                    |                       |                       |                       |                       |                       |                       |                       |                       |                    |                    |                        |                      |                      |                      |                      |                      |                       |                       |                       |                       |                       |                       |  |  |  |  |  |  |  |  |  |  |  |  |  |  |  |  |  |  |  |  |
|                    |                    |                    |                    |                                |                                |                                |                                |                                |                                |                       |                       |                     |                     |                          |                          |                          |                          |                          |                          |                    |                    |                    |                    |                      |                      |                      |                      |                      |                      |  |  |                  |                  |                  |                  |                        |                        |                        |                        |                        |                        |                      |                      |                      |                      |                       |                       |                       |                       |                       |                       |                     |                     |                     |                     |                     |                     |                      |                     |                    |                    |                       |                       |                       |                       |                       |                       |                       |                       |                    |                    |                        |                      |                      |                      |                      |                      |                       |                       |                       |                       |                       |                       |  |  |  |  |  |  |  |  |  |  |  |  |  |  |  |  |  |  |  |  |
|                    |                    |                    |                    |                                |                                |                                |                                |                                |                                |                       |                       |                     |                     |                          |                          |                          |                          |                          |                          |                    |                    |                    |                    |                      |                      |                      |                      |                      |                      |  |  |                  |                  |                  |                  |                        |                        |                        |                        |                        |                        |                      |                      |                      |                      |                       |                       |                       |                       |                       |                       |                     |                     |                     |                     |                     |                     |                      |                     |                    |                    |                       |                       | Dinastía Valois-Anjou | Dinastía Valois-Anjou | Dinastía Valois-Anjou | Dinastía Valois-Anjou | Dinastía Valois-Anjou | Dinastía Valois-Anjou |                    |                    |                        |                      |                      |                      |                      |                      | Dinastía Valois       | Dinastía Valois       | Dinastía Valois       | Dinastía Valois       | Dinastía Valois       | Dinastía Valois       |  |  |  |  |  |  |  |  |  |  |  |  |  |  |  |  |  |  |  |  |
|                    |                    |                    |                    |                                |                                |                                |                                |                                |                                |                       |                       |                     |                     |                          |                          |                          |                          |                          |                          |                    |                    |                    |                    |                      |                      |                      |                      |                      |                      |  |  |                  |                  |                  |                  |                        |                        |                        |                        |                        |                        |                      |                      |                      |                      |                       |                       |                       |                       |                       |                       |                     |                     |                     |                     |                     |                     |                      |                     |                    |                    |                       |                       | Dinastía Valois-Anjou | Dinastía Valois-Anjou | Dinastía Valois-Anjou | Dinastía Valois-Anjou | Dinastía Valois-Anjou | Dinastía Valois-Anjou |                    |                    |                        |                      |                      |                      |                      |                      | Dinastía Valois       | Dinastía Valois       | Dinastía Valois       | Dinastía Valois       | Dinastía Valois       | Dinastía Valois       |  |  |  |  |  |  |  |  |  |  |  |  |  |  |  |  |  |  |  |  |
| María I de Hungría | María I de Hungría | María I de Hungría | María I de Hungría | María I de Hungría             | María I de Hungría             | Eduviges I de Polonia          | Eduviges I de Polonia          | Eduviges I de Polonia          | Eduviges I de Polonia          | Eduviges I de Polonia | Eduviges I de Polonia |                     |                     | Carlos Martel de Nápoles | Carlos Martel de Nápoles | Carlos Martel de Nápoles | Carlos Martel de Nápoles | Carlos Martel de Nápoles | Carlos Martel de Nápoles |                    |                    |                    |                    |                      |                      |                      |                      |                      |                      |  |  |                  |                  |                  |                  |                        |                        |                        |                        |                        |                        | Margarita de Durazzo | Margarita de Durazzo | Margarita de Durazzo | Margarita de Durazzo | Margarita de Durazzo  | Margarita de Durazzo  |                       |                       |                       |                       |                     |                     |                     |                     |                     |                     |                      |                     |                    |                    |                       |                       | Luis I de Anjou       | Luis I de Anjou       | Luis I de Anjou       | Luis I de Anjou       | Luis I de Anjou       | Luis I de Anjou       |                    |                    |                        |                      |                      |                      |                      |                      | Carlos V de Francia   | Carlos V de Francia   | Carlos V de Francia   | Carlos V de Francia   | Carlos V de Francia   | Carlos V de Francia   |  |  |  |  |  |  |  |  |  |  |  |  |  |  |  |  |  |  |  |  |
| María I de Hungría | María I de Hungría | María I de Hungría | María I de Hungría | María I de Hungría             | María I de Hungría             | Eduviges I de Polonia          | Eduviges I de Polonia          | Eduviges I de Polonia          | Eduviges I de Polonia          | Eduviges I de Polonia | Eduviges I de Polonia |                     |                     | Carlos Martel de Nápoles | Carlos Martel de Nápoles | Carlos Martel de Nápoles | Carlos Martel de Nápoles | Carlos Martel de Nápoles | Carlos Martel de Nápoles |                    |                    |                    |                    |                      |                      |                      |                      |                      |                      |  |  |                  |                  |                  |                  |                        |                        |                        |                        |                        |                        | Margarita de Durazzo | Margarita de Durazzo | Margarita de Durazzo | Margarita de Durazzo | Margarita de Durazzo  | Margarita de Durazzo  |                       |                       |                       |                       |                     |                     |                     |                     |                     |                     |                      |                     |                    |                    |                       |                       | Luis I de Anjou       | Luis I de Anjou       | Luis I de Anjou       | Luis I de Anjou       | Luis I de Anjou       | Luis I de Anjou       |                    |                    |                        |                      |                      |                      |                      |                      | Carlos V de Francia   | Carlos V de Francia   | Carlos V de Francia   | Carlos V de Francia   | Carlos V de Francia   | Carlos V de Francia   |  |  |  |  |  |  |  |  |  |  |  |  |  |  |  |  |  |  |  |  |
|                    |                    |                    |                    |                                |                                |                                |                                |                                |                                |                       |                       |                     |                     |                          |                          |                          |                          |                          |                          |                    |                    |                    |                    |                      |                      |                      |                      |                      |                      |  |  |                  |                  |                  |                  |                        |                        |                        |                        |                        |                        |                      |                      |                      |                      |                       |                       |                       |                       |                       |                       |                     |                     |                     |                     |                     |                     |                      |                     |                    |                    |                       |                       |                       |                       |                       |                       |                       |                       |                    |                    |                        |                      |                      |                      |                      |                      |                       |                       |                       |                       |                       |                       |  |  |  |  |  |  |  |  |  |  |  |  |  |  |  |  |  |  |  |  |
|                    |                    |                    |                    |                                |                                |                                |                                |                                |                                |                       |                       |                     |                     |                          |                          |                          |                          |                          |                          |                    |                    |                    |                    |                      |                      |                      |                      |                      |                      |  |  |                  |                  |                  |                  |                        |                        |                        |                        |                        |                        |                      |                      |                      |                      |                       |                       |                       |                       |                       |                       |                     |                     |                     |                     |                     |                     |                      |                     |                    |                    |                       |                       |                       |                       |                       |                       |                       |                       |                    |                    |                        |                      |                      |                      |                      |                      |                       |                       |                       |                       |                       |                       |  |  |  |  |  |  |  |  |  |  |  |  |  |  |  |  |  |  |  |  |
|                    |                    |                    |                    |                                |                                |                                |                                |                                |                                |                       |                       |                     |                     |                          |                          |                          |                          |                          |                          |                    |                    |                    |                    |                      |                      |                      |                      |                      |                      |  |  |                  |                  |                  |                  |                        |                        |                        |                        |                        |                        |                      |                      |                      |                      | Ladislao I de Nápoles | Ladislao I de Nápoles | Ladislao I de Nápoles | Ladislao I de Nápoles | Ladislao I de Nápoles | Ladislao I de Nápoles |                     |                     | Juana II de Nápoles | Juana II de Nápoles | Juana II de Nápoles | Juana II de Nápoles | Juana II de Nápoles  | Juana II de Nápoles |                    |                    |                       |                       | Luis II de Nápoles    | Luis II de Nápoles    | Luis II de Nápoles    | Luis II de Nápoles    | Luis II de Nápoles    | Luis II de Nápoles    |                    |                    |                        |                      |                      |                      |                      |                      | Carlos VI de Francia  | Carlos VI de Francia  | Carlos VI de Francia  | Carlos VI de Francia  | Carlos VI de Francia  | Carlos VI de Francia  |  |  |  |  |  |  |  |  |  |  |  |  |  |  |  |  |  |  |  |  |
|                    |                    |                    |                    |                                |                                |                                |                                |                                |                                |                       |                       |                     |                     |                          |                          |                          |                          |                          |                          |                    |                    |                    |                    |                      |                      |                      |                      |                      |                      |  |  |                  |                  |                  |                  |                        |                        |                        |                        |                        |                        |                      |                      |                      |                      | Ladislao I de Nápoles | Ladislao I de Nápoles | Ladislao I de Nápoles | Ladislao I de Nápoles | Ladislao I de Nápoles | Ladislao I de Nápoles |                     |                     | Juana II de Nápoles | Juana II de Nápoles | Juana II de Nápoles | Juana II de Nápoles | Juana II de Nápoles  | Juana II de Nápoles |                    |                    |                       |                       | Luis II de Nápoles    | Luis II de Nápoles    | Luis II de Nápoles    | Luis II de Nápoles    | Luis II de Nápoles    | Luis II de Nápoles    |                    |                    |                        |                      |                      |                      |                      |                      | Carlos VI de Francia  | Carlos VI de Francia  | Carlos VI de Francia  | Carlos VI de Francia  | Carlos VI de Francia  | Carlos VI de Francia  |  |  |  |  |  |  |  |  |  |  |  |  |  |  |  |  |  |  |  |  |
|                    |                    |                    |                    |                                |                                |                                |                                |                                |                                |                       |                       |                     |                     |                          |                          |                          |                          |                          |                          |                    |                    |                    |                    |                      |                      |                      |                      |                      |                      |  |  |                  |                  |                  |                  |                        |                        |                        |                        |                        |                        |                      |                      |                      |                      |                       |                       |                       |                       |                       |                       |                     |                     |                     |                     |                     |                     |                      |                     |                    |                    |                       |                       |                       |                       |                       |                       |                       |                       |                    |                    |                        |                      |                      |                      |                      |                      |                       |                       |                       |                       |                       |                       |  |  |  |  |  |  |  |  |  |  |  |  |  |  |  |  |  |  |  |  |
|                    |                    |                    |                    |                                |                                |                                |                                |                                |                                |                       |                       |                     |                     |                          |                          |                          |                          |                          |                          |                    |                    |                    |                    |                      |                      |                      |                      |                      |                      |  |  |                  |                  |                  |                  |                        |                        |                        |                        |                        |                        |                      |                      |                      |                      |                       |                       | Luis III de Nápoles   | Luis III de Nápoles   | Luis III de Nápoles   | Luis III de Nápoles   | Luis III de Nápoles | Luis III de Nápoles | Renato I de Nápoles | Renato I de Nápoles | Renato I de Nápoles | Renato I de Nápoles | Renato I de Nápoles  | Renato I de Nápoles | Carlos IV de Maine | Carlos IV de Maine | Carlos IV de Maine    | Carlos IV de Maine    | Carlos IV de Maine    | Carlos IV de Maine    | María de Anjou        | María de Anjou        | María de Anjou        | María de Anjou        | María de Anjou     | María de Anjou     |                        |                      |                      |                      |                      |                      | Carlos VII de Francia | Carlos VII de Francia | Carlos VII de Francia | Carlos VII de Francia | Carlos VII de Francia | Carlos VII de Francia |  |  |  |  |  |  |  |  |  |  |  |  |  |  |  |  |  |  |  |  |
|                    |                    |                    |                    |                                |                                |                                |                                |                                |                                |                       |                       |                     |                     |                          |                          |                          |                          |                          |                          |                    |                    |                    |                    |                      |                      |                      |                      |                      |                      |  |  |                  |                  |                  |                  |                        |                        |                        |                        |                        |                        |                      |                      |                      |                      |                       |                       | Luis III de Nápoles   | Luis III de Nápoles   | Luis III de Nápoles   | Luis III de Nápoles   | Luis III de Nápoles | Luis III de Nápoles | Renato I de Nápoles | Renato I de Nápoles | Renato I de Nápoles | Renato I de Nápoles | Renato I de Nápoles  | Renato I de Nápoles | Carlos IV de Maine | Carlos IV de Maine | Carlos IV de Maine    | Carlos IV de Maine    | Carlos IV de Maine    | Carlos IV de Maine    | María de Anjou        | María de Anjou        | María de Anjou        | María de Anjou        | María de Anjou     | María de Anjou     |                        |                      |                      |                      |                      |                      | Carlos VII de Francia | Carlos VII de Francia | Carlos VII de Francia | Carlos VII de Francia | Carlos VII de Francia | Carlos VII de Francia |  |  |  |  |  |  |  |  |  |  |  |  |  |  |  |  |  |  |  |  |
|                    |                    |                    |                    |                                |                                |                                |                                |                                |                                |                       |                       |                     |                     |                          |                          |                          |                          |                          |                          |                    |                    |                    |                    |                      |                      |                      |                      |                      |                      |  |  |                  |                  |                  |                  |                        |                        |                        |                        |                        |                        |                      |                      |                      |                      |                       |                       |                       |                       |                       |                       |                     |                     |                     |                     |                     |                     |                      |                     |                    |                    |                       |                       |                       |                       |                       |                       |                       |                       |                    |                    |                        |                      |                      |                      |                      |                      |                       |                       |                       |                       |                       |                       |  |  |  |  |  |  |  |  |  |  |  |  |  |  |  |  |  |  |  |  |
|                    |                    |                    |                    |                                |                                |                                |                                |                                |                                |                       |                       |                     |                     |                          |                          |                          |                          |                          |                          |                    |                    |                    |                    |                      |                      |                      |                      |                      |                      |  |  |                  |                  |                  |                  |                        |                        |                        |                        |                        |                        |                      |                      |                      |                      |                       |                       |                       |                       |                       |                       |                     |                     |                     |                     |                     |                     |                      |                     | Carlos V de Maine  | Carlos V de Maine  | Carlos V de Maine     | Carlos V de Maine     | Carlos V de Maine     | Carlos V de Maine     |                       |                       |                       |                       |                    |                    | Luis XI de Francia     | Luis XI de Francia   | Luis XI de Francia   | Luis XI de Francia   | Luis XI de Francia   | Luis XI de Francia   |                       |                       |                       |                       |                       |                       |  |  |  |  |  |  |  |  |  |  |  |  |  |  |  |  |  |  |  |  |
|                    |                    |                    |                    |                                |                                |                                |                                |                                |                                |                       |                       |                     |                     |                          |                          |                          |                          |                          |                          |                    |                    |                    |                    |                      |                      |                      |                      |                      |                      |  |  |                  |                  |                  |                  |                        |                        |                        |                        |                        |                        |                      |                      |                      |                      |                       |                       |                       |                       |                       |                       |                     |                     |                     |                     |                     |                     |                      |                     | Carlos V de Maine  | Carlos V de Maine  | Carlos V de Maine     | Carlos V de Maine     | Carlos V de Maine     | Carlos V de Maine     |                       |                       |                       |                       |                    |                    | Luis XI de Francia     | Luis XI de Francia   | Luis XI de Francia   | Luis XI de Francia   | Luis XI de Francia   | Luis XI de Francia   |                       |                       |                       |                       |                       |                       |  |  |  |  |  |  |  |  |  |  |  |  |  |  |  |  |  |  |  |  |
|                    |                    |                    |                    |                                |                                |                                |                                |                                |                                |                       |                       |                     |                     |                          |                          |                          |                          |                          |                          |                    |                    |                    |                    |                      |                      |                      |                      |                      |                      |  |  |                  |                  |                  |                  |                        |                        |                        |                        |                        |                        |                      |                      |                      |                      |                       |                       |                       |                       |                       |                       |                     |                     |                     |                     |                     |                     |                      |                     |                    |                    |                       |                       |                       |                       |                       |                       |                       |                       |                    |                    | Carlos VIII de Francia |                      |                      |                      |                      |                      |                       |                       |                       |                       |                       |                       |  |  |  |  |  |  |  |  |  |  |  |  |  |  |  |  |  |  |  |  |